# O.A.C.A. Olympic Indoor Hall
De OACA Olympic Indoor Hall (sinds 2016 eervol Nikos Galis Olympic Indoor Hall genoemd), die deel uitmaakt van het Olympisch Atletisch Centrum van Athene (OACA) "Spiros Louis" (Grieks), werd voltooid in 1995, en was de grootste indoor locatie in gebruik voor sportevenementen op de Olympische Zomerspelen 2004 in Athene, Griekenland. Ze bevindt zich in Marousi, Athene. Ze wordt beschouwd als een van de grootste en modernste indoor sportarena's in heel Europa. 
De arena bevat ook een trainingsfaciliteit. Sinds 2016 is ze vernoemd naar de bekende Griekse basketbalspeler Nikos Galis.

## Constructie
Nikos Galis Olympic Indoor Hall valt op door haar opvallende A-frame dak met vier enorme pilaren, elk 35 meter lang, die 108 meter uit elkaar staan. Volgens het Griekse ministerie van Sport is het de grootste indoor sportarena in zijn soort ter wereld. De arena is ook op een unieke manier gebouwd zodat er overdag veel natuurlijk licht de arena binnenkomt. 
De arena biedt plaats aan 17.600 mensen voor gymnastiekevenementen, hoewel slechts 12.500 zitplaatsen openbaar werden gemaakt voor de gymnastiekcompetitie op de Olympische Spelen van 2004. Ze biedt plaats aan 18.989 voor basketbalwedstrijden, waaronder 18.500 reguliere zitplaatsen voor de fans, 300 zitplaatsen voor de media-leden en 189 zitplaatsen voor VIP's.

## Muzikale evenementen

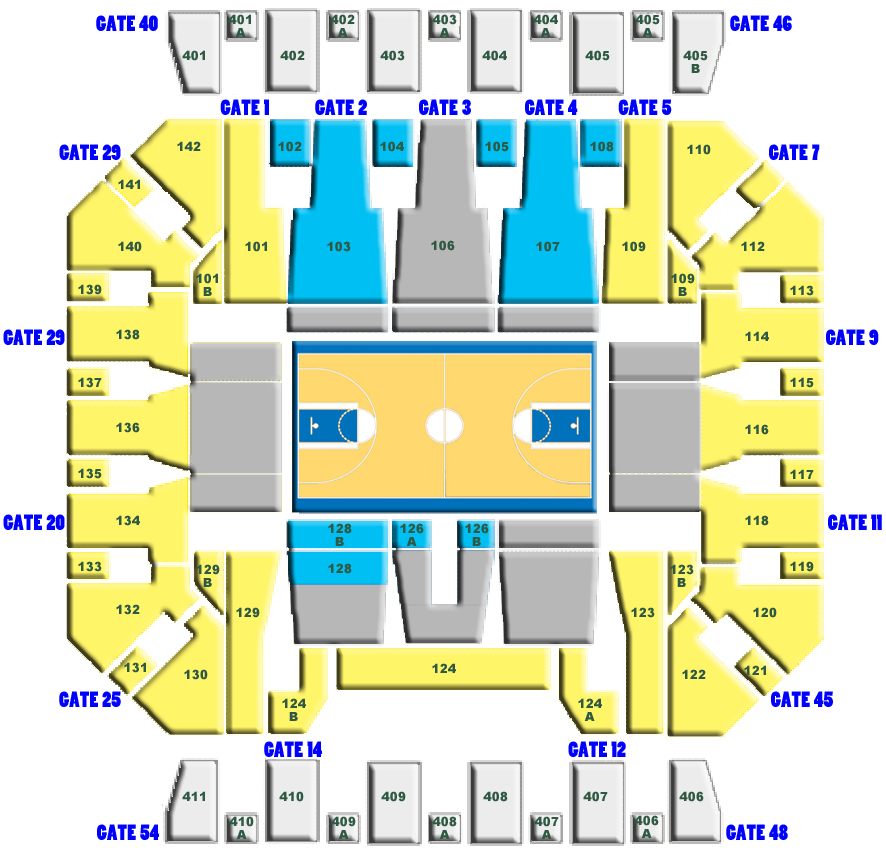
Zaalplan

Op 18 en 20 mei 2006 organiseerde de arena het 51e Eurovisie Songfestival, dat werd gehouden in Athene, na de overwinning van Griekenland in 2005. Er waren 15.000 zitplaatsen beschikbaar voor toeschouwers, zowel voor de halve finale als de grote finale. 
Vele grote artiesten traden al op in de arena, onder andere: Enrique iglesias, Depeche Mode, Jennifer Lopez, Björk, Beyoncé, Roger Waters, Aloha from Hell, Tokio Hotel, Helena Paparizou, Sakis Rouvas en Anna Vissi . 